# Felten & Guilleaume
Felten & Guilleaume, communément appelé F&G, est une marque de Velatia Anlagentechnik GmbH depuis 2004. Elle a longtemps été une entreprise indépendante de fabrication de fils métalliques, de câbles, de fils électriques et d'électrotechnique basée à Cologne, en  Rhénanie-du-Nord-Westphalie (Allemagne).

## Histoire
Les origines de Felten & Guilleaume résident dans l'activité artisanale de la famille Felten : au Moyen Âge, la famille appartenait à la guilde des maîtres cordiers et jouissait d'une grande réputation. Les cordes étaient utilisées dans le transport maritime et dans les mines. L'usine de cordes se trouvait à Cologne, au coin des rues In derhöhle et Große Sandkaule. Au début du XIXe siècle, la fille de Felten, Christina (1788-1853) et Karl Guilleaume (1789-1837), pharmacien et chimiste de Denklingen, fils du notaire de Solingen, Christoph Guilleaume (1741-1804), se marient. Karl Guilleaume devient bientôt actif dans les affaires de son beau-père, Theodor Felten (1747–1827).

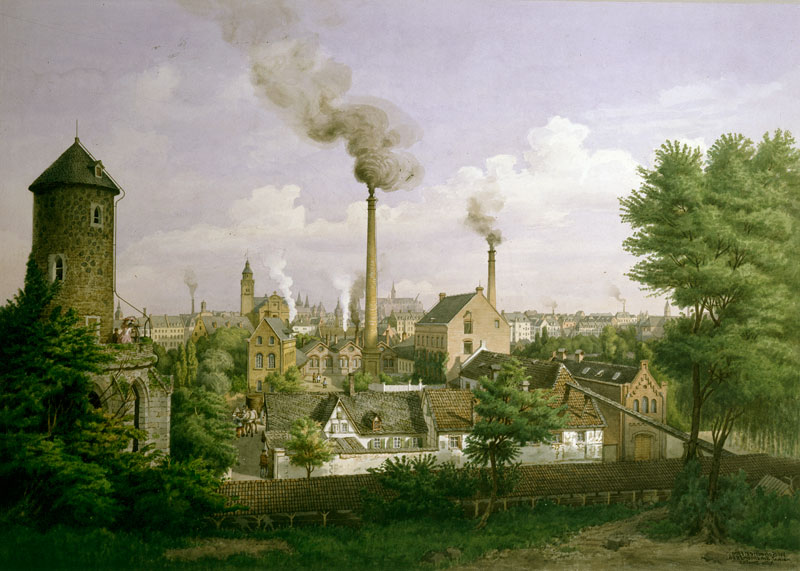
Felten & Guilleaume, 1866.

La division technique d'installation avec le site de Krefeld a été vendue au Grupo Ormazabal Anlagentechnik GmbH en mars 2004,. La division canalisations préfabriquées a été rachetée par Siemens.

Bâtiment de l'ancienne société Felten & Guilleaume Carlswerk AG
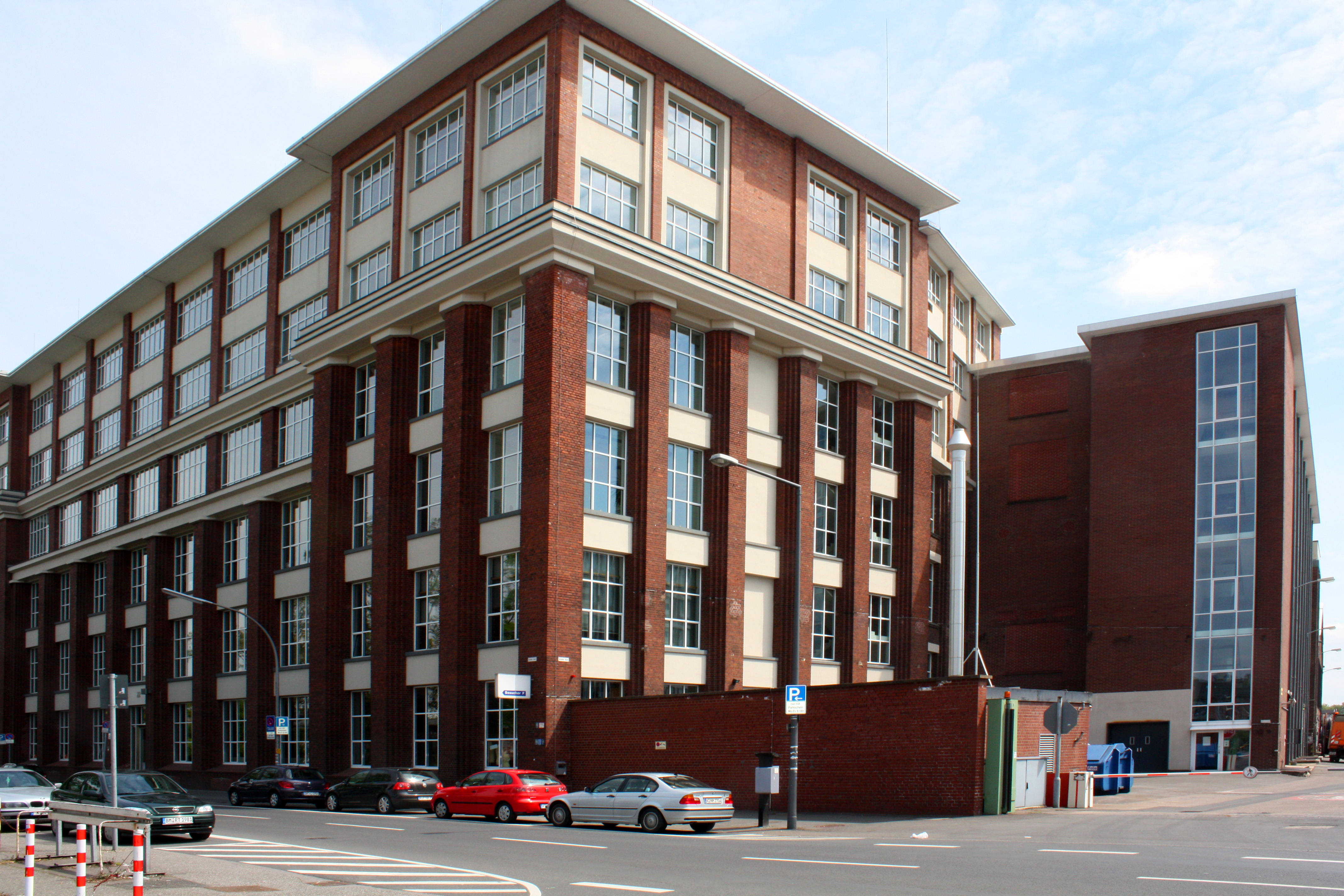
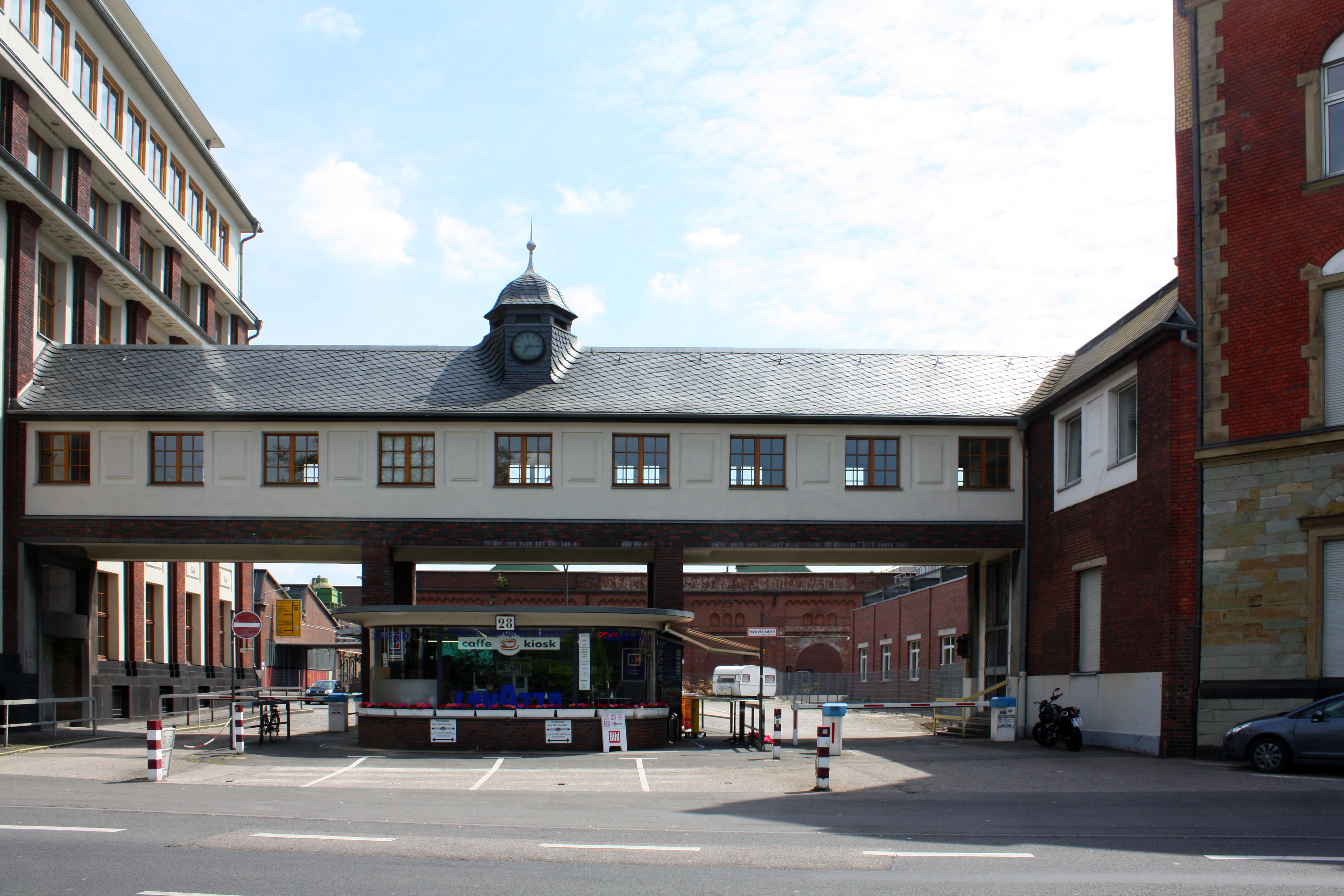
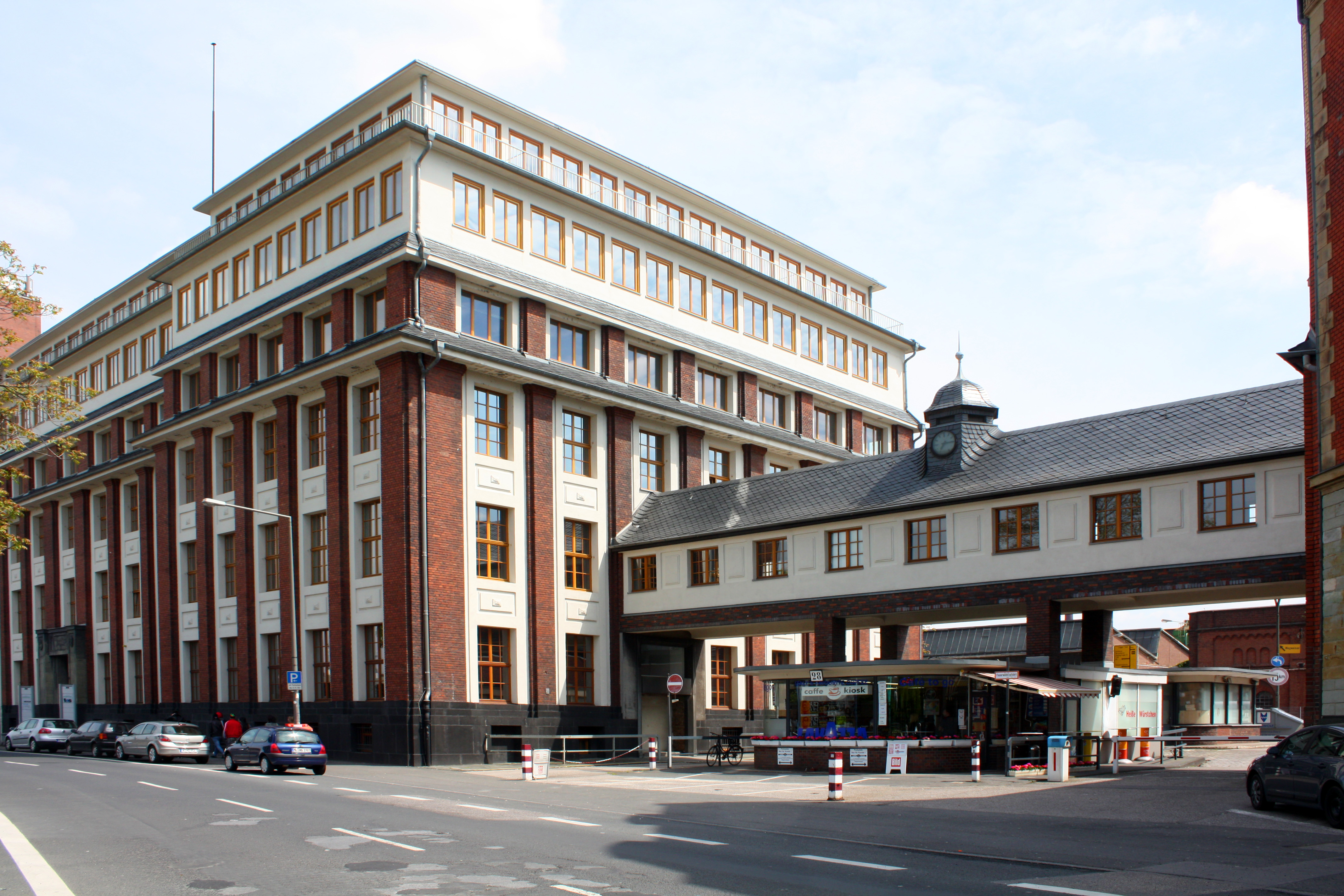